# Big Lake (Texas)
Big Lake je město v okrese Reagan County ve státě Texas ve Spojených státech amerických.
V roce 2000 zde žilo 2 885 obyvatel. S celkovou rozlohou 3,2 km² byla hustota zalidnění 898,6 obyvatel na km².